# Tschornomorske (Odessa)
Tschornomorske (ukrainisch Чорноморське; russisch Черноморское/Tschernomorskoje) ist eine Siedlung städtischen Typs im Süden der Ukraine, etwa 26 Kilometer südöstlich der ehemaligen Rajonshauptstadt Dobroslaw und etwa 21 Kilometer nordöstlich der Oblasthauptstadt Odessa entfernt am Schwarzen Meer gelegen.

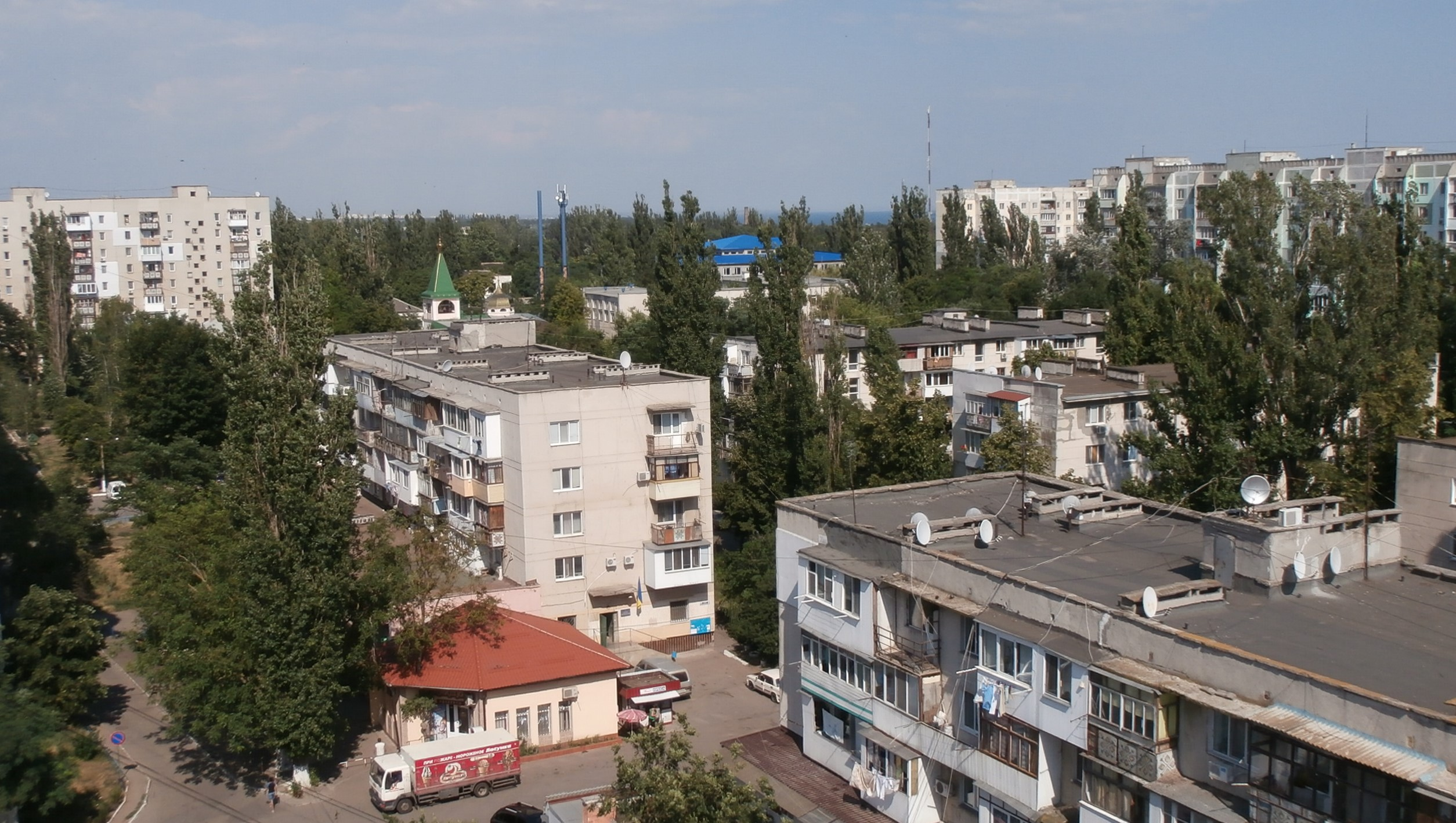
Blick auf Gebäude im Ort

Der Ort wurde 1802 zum ersten Mal als Tschabanka (Чабанка) erwähnt, 1945 erfolgte die Umbenennung in Hwardijske, 1978 dann in Tschornomorske, 1988 erhielt die geschlossene Militärstadt den Status einer Siedlung städtischen Typs verliehen.
Die Garnison entwickelte sich nach 1945, 1967 wurde die 28. Motorisierte Schützendivision aus Odessa hierher verlegt und neue Kasernen und Wohnbauten für die Soldaten errichtet.

## Verwaltungsgliederung
Am 12. Juni 2020 wurde die Siedlung zum Zentrum der neugegründeten Siedlungsgemeinde Tschornomorske (Чорноморська селищна громада/Tschornomorska selyschtschna hromada). Zu dieser zählen auch noch die Dörfer Kalahlija und Mykolajiwka, bis dahin bildete sie zusammen mit dem Dorf Hwardijske die gleichnamige Siedlungsratsgemeinde Tschornomorske (Чорноморська селищна рада/Tschornomorska selyschtschna rada) im Süden des Rajons Lyman.
Seit dem 17. Juli 2020 ist sie ein Teil des Rajons Odessa.
Folgende Orte sind neben dem Hauptort Tschornomorske Teil der Gemeinde:
| Name                     | Name        | Name                       |
| ukrainisch transkribiert | ukrainisch  | russisch                   |
| ------------------------ | ----------- | -------------------------- |
| Hwardijske               | Гвардійське | Гвардейское (Gwardeiskoje) |